# Przestrzeń Wolności 2006
Przestrzeń Wolności – koncert Davida Gilmoura, gitarzysty zespołu Pink Floyd, który odbył się 26 sierpnia 2006 r. na terenie Stoczni Gdańskiej z okazji obchodów święta 26. rocznicy powstania Solidarności. Koncert zagrany został w ramach trasy promującej album On an Island.
Wraz z artystą i jego zespołem wystąpiła orkiestra Polskiej Filharmonii Bałtyckiej pod batutą Zbigniewa Preisnera oraz pianista jazzowy Leszek Możdżer. Koncert został wydany w 2008 roku jako wydawnictwo Live in Gdańsk zarówno w wersji audio, jak i na DVD.

## Lista utworów
Część pierwsza:
- Speak to Me
- Breathe
- Time
- Breathe (Reprise)
- Castellorizon
- On An Island
- The Blue
- Red Sky At Night
- This Heaven
- Then I Close My Eyes
- Smile
- Take A Breath
- A Pocketful of Stones
- Where We Start

Część druga:
- Shine on You Crazy Diamond
- Wot's...Uh The Deal
- Astronomy Domine
- Fat Old Sun
- High Hopes
- Echoes

Bis:
- Wish You Were Here
- A Great Day for Freedom
- Comfortably Numb